# (9062) Ohnishi
(9062) Ohnishi est un astéroïde de la ceinture principale.

## Description
(9062) Ohnishi est un astéroïde de la ceinture principale. Il fut découvert le 27 novembre 1992 à Geisei par Tsutomu Seki. Il présente une orbite caractérisée par un demi-grand axe de 2,33 UA, une excentricité de 0,03 et une inclinaison de 4,1° par rapport à l'écliptique.

## Compléments